# روستیسلاو (نام کوچک)
روستیسلاو (به چکی: Rostislav) ممکن است به یکی از موارد زیر اشاره داشته باشد:
- روستیسلاو اولش
- روستیسلاو وویاچک
- روستیسلاو واسلاویچک
- روستیسلاو پلیات
- روستیسلاو یانکوفسکی
- روستیسلاو زوولیچنی